# Ilijev kozolec
Ilijev kozolec (tudi Levstikov kozolec) je posebnost slovenske kmečke arhitekture in zaščiten etnološki spomenik v Dolnjih Retjah. Toplar s slamnato streho je star več kot dvesto let, v svojih časih pa je bil narejen brez enega samega žeblja (in z lesenimi klini) in samo iz tesanega lesa. Ker bi danes tak težko kljuboval zobu časa, so ga pri obnovi tudi zabili z žeblji. Kozolec, ki je na ogled vsem obiskovalcem, je v lasti Anice Podržaj.
Tukaj je pred skoraj sto petdesetimi leti Fran Levstik po pripovedi kmeta Močilarja napisal znamenito pripoved o Martinu Krpanu z Vrha. Pod njem so nastala tudi druga dela, na primer Cvilimožek in Videk. Ilijev kozolec je pravzaprav s slamo pokrit toplar, pod njim pa so včasih spravljali kmečka orodja.

## Galerija slik
- Ilijev kozolec
- Ilijev kozolec
- Ilijev kozolec